# Sisters in Law
Sisters in Law: Stories from a Cameroon Court (en español, Hermanas en la Ley: Historias de una Corte de Camerún) es un largometraje documental de Florence Ayisi y Kim Longinotto estrenado en 2005 que retrata aspectos de la vida y el trabajo de las mujeres en el sistema judicial de Camerún, en el África occidental. 

## Trama
La película se centra en cuatro casos en Camerún relacionados con la violencia contra la mujer. Muestra a las mujeres que buscan justicia y efectúan cambios en cuestiones de interés humano universal. También muestra imágenes fuertes y positivas de mujeres y menores en Camerún. Retrata la vida de las mujeres, viviendo según la sharia. Además, los casos que se examinan en la película se refieren principalmente a la desigualdad de mujeres y niños. Específicamente, uno de los niños fue golpeado con un bastón y la tía fue acusada de abuso infantil.

## Recepción

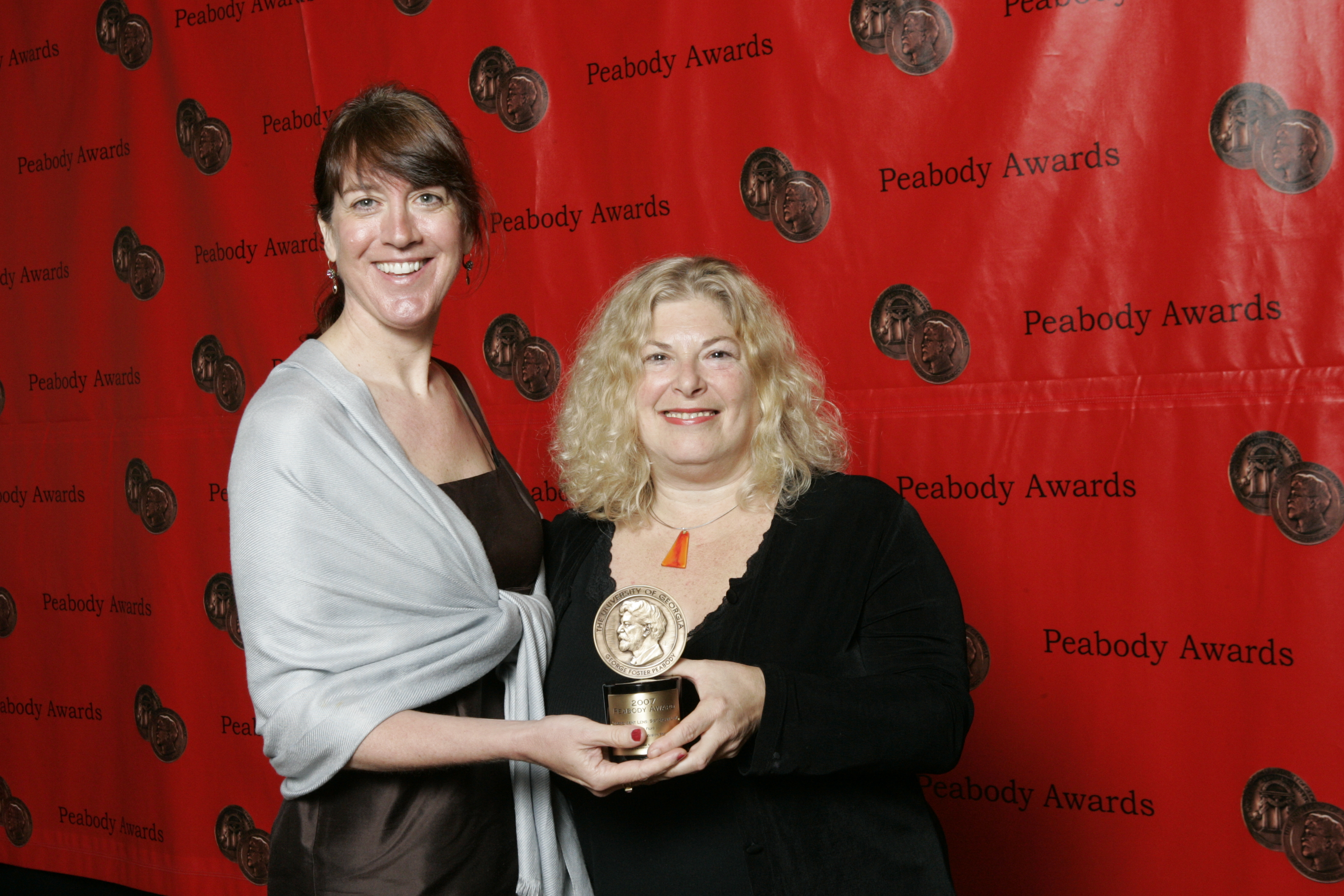
Lois Vossen y Debra Zimmerman en la 67.ª entrega anual de los Premios Peabody por Independent Lens-Sisters in Law

Sisters in Law se ha proyectado en más de 120 festivales de cine de todo el mundo, y también en los cines de Art House en Europa y EE. UU. En los Estados Unidos, se emitió en la serie PBS Independent Lens.

## Premios y reconocimientos
Ha ganado muchos premios de cine, incluyendo el premio de Arte y Ensayo en el festival de cine de Cannes en mayo de 2005, Mejor película documental en el Festival Internacional de Cine de Hawái, Premio del público en el Festival Internacional de Cine Documental de Ámsterdam (IDFA), Mejor documental en un Edición contemporánea, Premio Grierson, Premio de Justicia Social para Cine Documental en el Festival Internacional de Cine de Santa Bárbara, Mejor Documental Internacional en el Festival Real Life on Film, Melbourne y Mejor Documental Individual, Royal Television Society. En 2007, Sisters in Law ganó un Premio Peabody.